# Grevillea longifolia
Grevillea longifolia es una especie de planta de la familia Proteaceae, anteriormente conocida como  Grevillea aspleniifolia. Nativa de las Montañas azules, de la región  de Nueva Gales del Sur, Australia Grevillea longifolia es reconocida por sus flores rojas en forma de "cepillo de dientes" y sus estrechas hojas.

## Descripción
Con buenas condiciones de crecimiento Grevillea longifolia puede alcanzar los  2.5m-4m de altura y desarrollar una propagación de 5m-6m. Florece normalmente al comienzo de la primavera.

## Taxonomía
Grevillea longifolia fue descrita por Robert Brown y publicado en Supplementum primum prodromi florae Novae Hollandiae 22. 1830.
Etimología
Grevillea, el nombre del género fue nombrado en honor de Charles Francis Greville, cofundador de la Royal Horticultural Society.
longifolia: epíteto latíno que significa "con largas hojas"
Sinonimia
- Grevillea aspleniifolia var. longifolia (R.Br.) Domin	[3]